# 鬱ごはん
『鬱ごはん』（うつごはん）は、施川ユウキによる日本の漫画作品。『ヤングチャンピオン烈』（秋田書店）にて、2010年3号（2010年2月16日発売）から連載中。掲載ページ数は毎回4ページから6ページ。
就職浪人中の主人公・鬱野たけしがネガティブで鬱々とした独白を吐きながら食事をする、作者曰く「美味そうじゃない飯を美味そうじゃなく食べる、今まで無さそうで無かった食漫画」である。
秋田書店のウェブコミック配信サイトである「マンガクロス」でも配信されており、マンガクロスのみで読める新作も描き下ろしされている。

## 登場キャラクター
鬱野 たけし（うつの たけし）
主人公。大学を卒業してから就職浪人中だが、就職活動はほとんど行っていない。連載開始当初は22歳だが連載の進行とあわせて加齢し、単行本1巻終了時には26歳、第71話時点で28歳、第96話時点で30歳。東京で一人暮らしをしているが、実家の親からの仕送りは途絶し、漫画喫茶でアルバイトしてフリーターとして収入を得ている他、コロナ禍以降はフードデリバリーの配達員も始めている。
性格は卑屈で弱気。被害妄想が強く非常にナイーブで、厭世的な態度を繰り返しては日々孤立を深めている。食事行為を作業的に位置付けており、味わおうという気がほとんど無い。神経質だがうっかりも多く、食事はなかなか計画通りに進まない。チーズが苦手だが全く食べられない訳ではなく、ピザなどはむしろ好き。体型を気にしてダイエットに励んだり、棚上げとなっている履歴書を書いたりしようと思い立つこともあるが、どれも意志の弱さにより完遂できていない。
妖精
鬱野にしか見えない妖精。黒い猫の姿で、鬱々と悩み続ける鬱野に対して関西弁で辛辣なツッコミを入れたり呆れたりしている。当初は毎回登場していたが、第66話「シュークリーム」を最後に登場しなくなり、鬱野からも疑問に思われている。
叔父
第3話「餃子」に登場。鬱野の近所に住んでいる叔父。独身。同じく一人暮らしの鬱野を心配し、時々食事に誘っている。酔うと自虐的な愚痴を言う。
友人N
第16話「ステーキ」に登場。鬱野と高校時代から現在まで付き合いが続いている唯一の友人。地元で再会した際は会社を辞めていた。
中島
第29話「Charge&Go!」で初登場。鬱野がアルバイト勤務している漫画喫茶の同僚。大学生。第33話「飲みニケーション」では鬱野を怪しげなサークルに勧誘しようとした。しかし第53話「一人もんじゃ」では公務員に就職が決まったと友人に語っている。友人達からは「ナカジ」と呼ばれている。鬱野を除くと唯一複数回登場している人間。

## 書誌情報
- 施川ユウキ 『鬱ごはん』 秋田書店 〈ヤングチャンピオン烈コミックス〉、既刊6巻（2025年4月18日現在）
  1. 2013年4月19日発売[12]。ISBN 978-4-253-25557-8。
  2. 2016年8月19日発売[13]。ISBN 978-4-253-25558-5。
  3. 2019年3月19日発売[14]。ISBN 978-4-253-25559-2。
  4. 2021年12月20日発売[15]。ISBN 978-4-253-25585-1。
  5. 2023年10月19日発売[16]。ISBN 978-4-253-25619-3。
  6. 2025年4月18日発売[17]。ISBN 978-4-253-25814-2。